# Corydalis saccata
Corydalis saccata är en vallmoväxtart som beskrevs av Z. Y. Su. Corydalis saccata ingår i släktet nunneörter, och familjen vallmoväxter. Inga underarter finns listade i Catalogue of Life.